# Miquel Cardona i Martí
Miquel Cardona i Martí (Barcelona, 1908 - Caracas, 1964) va ésser un dibuixant (conegut amb el pseudònim de Quelus) que col·laborà en nombroses publicacions satíriques com L'Esquella de la Torratxa, El Borinot, El Senyor Daixonses i la Senyora Dallonses, El Senyor Canons i el magazine D'Ací i d'Allà.
L'any 1931 va fer una exposició individual a la Sala Badrinas de Barcelona.
Durant la darrera Guerra Civil espanyola realitzà diverses auques de tema bèl·lic per al Comissariat de Propaganda de la Generalitat de Catalunya.
El 1939 s'exilià a França, d'on se n'aniria el 1947 a Veneçuela on treballà en la il·lustració de llibres i revistes.